# Service d'accueil unique du justiciable
En France, le service d'accueil unique du justiciable (SAUJ) est un service d'accompagnement des justiciables par des greffiers en leur simplifiant les démarches quelle que soit la demande : divorce, de droits du travail ou de succession etc. Le périmètre de compétences du SAUJ est précisé par le décret no 2017-897 du 9 mai 2017.